# J·迪布瓦
J·迪布瓦（法語：J. Dubois，？—？），法国男子帆船运动员。他曾代表法国参加1900年夏季奥林匹克运动会帆船比赛，获得一枚银牌和一枚铜牌。